# Стельс, Андрей
Андрей Рихардович Стельс (Эндрю Стейлс; англ. Andrew Stales; XVII век — 1712) — английский коммерсант, пользовался особым расположением Петра I.
Стельс заработал авторитет, помогая дипломатам России при попытке создания союза с Британской империей против Швеции. В начале 18-го столетия в Обухове на Клязьме англичанин построил пороховой завод. К 1708 году его завод прочно занимал первое место в России. Он поставил для артиллерии 16 тысяч пудов пороха высшего качества на 18 % дешевле других пороховщиков. Затем артиллерийское ведомство заключило с ним контракт на ежегодную поставку 20 тысяч пудов пороха, а Пётр I издал Указ о предоставлении Стельсу монопольного права на производство пороха.
Монополия Стельса больно ударила по конкурентам, которые вынуждены были резко сокращать, а то и вовсе прекращать производство. Используя предоставленные привилегии, Стельс продолжал увеличивать производство, доведя его в 1710 году до 34 814 пудов. В награду Пётр I пожаловал англичанину соседнее с заводом имение Глинково с деревнями Вачутиной (Марьиной), Мишуковой, Кабановой и Громликовой (Громковой).
Попавшие в опалу конкуренты Стельса организовали блокаду; в обход артиллерийского ведомства они скупили всю селитру и серу, одновременно резко подняв на них цену. В результате к концу 1711 года Обуховский пороховой завод остался без сырья и был остановлен. К тому же производство пороха из-за дороговизны серы и селитры стало невыгодным.
В январе 1712 года Стельс умер. Попытки его жены Варвары Стельс восстановить производство были безуспешны. Она продала завод и уехала с детьми в Англию. В 1717 году, по поручению сестры, её брат продал имение Глинково с деревнями князю Алексею Григорьевичу Долгорукову.
Обуховский пороховой завод после Стельсов принадлежал Рутхерсу, Беркузену, Раушерт и Беренсу.